# Reinhold Svensson

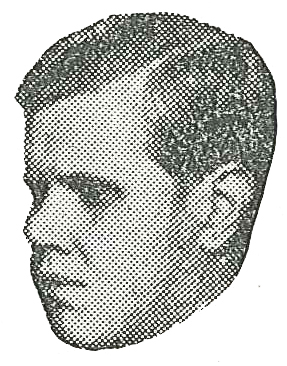
Svensson 1943

Reinhold Svensson (* 20. Dezember 1919 in Husum (Schweden); † 23. November 1968 in Finspång, Schweden) war ein schwedischer Jazzpianist (auch Orgel).
Svensson war von Geburt an blind, war zuerst Klavierstimmer (Abschluss 1939) und spielte als Organist (Abschluss an der Musikhochschule Stockholm 1941), bevor er in Tanzkapellen Klavier spielte. 1942 bis 1948 hatte er ein eigenes Orchester. 1948 spielte er bei Putte Wickman, mit dem er auch auf dem Festival International 1949 de Jazz auftrat, wo er auch mehrere Solostücke präsentierte. Er bildete 1950 ein Quintett nach dem Vorbild von George Shearing (mit Vibraphon, Schlagzeug, Gitarre, Klavier, Bass), Trios und andere Combos. 1960 begleitete er Toots Thielemans.
Von ihm stammt auch ein Teil der Filmmusik zum Spielfilm Sommaren med Monika (1953) von Ingmar Bergman.
1950/51 spielte er mit dem schwedischen Jazzpianisten und Entertainer Charlie Norman (1920–2005) als Ralph & Bert Mountain oder Olson Brothers und er nahm auch als Ragtime Reinhold auf. Auch war er im Tanzorchester von Arne Domnérus tätig.
Die Jazzdiskographie von Tom Lord verzeichnet 105 Aufnahmen von 1941 bis 1960.

## Lexikalischer Eintrag
- Carlo Bohländer, Karl Heinz Holler, Christian Pfarr: Reclams Jazzführer. 3., neubearbeitete und erweiterte Auflage. Reclam, Stuttgart 1989, ISBN 3-15-010355-X.